# Separate Tables
Separate Tables is een Amerikaanse dramafilm uit 1958 geregisseerd door Delbert Mann. De hoofdrollen worden gespeeld door Rita Hayworth, Deborah Kerr, David Niven, Burt Lancaster en Wendy Hiller. De film is gebaseerd op het gelijknamige toneelstuk van Terence Rattigan uit 1954.
De film werd genomineerd voor zeven Oscars, waaronder de Oscar voor beste film. De film wist uiteindelijk twee nominaties te verzilveren.

## Rolverdeling
| Acteur           | Personage                 |
| ---------------- | ------------------------- |
| Rita Hayworth    | Anne Shankland            |
| Deborah Kerr     | Sibyl Railton-Bell        |
| David Niven      | Major David Angus Pollock |
| Burt Lancaster   | John Malcolm              |
| Wendy Hiller     | Pat Cooper                |
| Gladys Cooper    | Mrs. Maud Railton-Bell    |
| Cathleen Nesbitt | Lady Gladys Matheson      |
| Felix Aylmer     | Mr. Fowler                |
| Rod Taylor       | Charles                   |
| Audrey Dalton    | Jean                      |
| May Hallatt      | Miss Meacham              |
| Priscilla Morgan | Doreen                    |

## Prijzen en nominaties
| Jaar | Prijs          | Categorie                | Genomineerde(n)            | Uitslag     |
| ---- | -------------- | ------------------------ | -------------------------- | ----------- |
| 1958 | Academy Awards | Beste film               | Beste film                 | Genomineerd |
| 1958 | Academy Awards | Beste acteur             | David Niven                | Gewonnen    |
| 1958 | Academy Awards | Beste actrice            | Deborah Kerr               | Genomineerd |
| 1958 | Academy Awards | Beste vrouwelijke bijrol | Wendy Hiller               | Gewonnen    |
| 1958 | Academy Awards | Beste bewerkte scenario  | John Gay, Terence Rattigan | Genomineerd |
| 1958 | Academy Awards | Beste originele muziek   | David Raksin               | Genomineerd |
| 1958 | Academy Awards | Beste camerawerk         | Charles Lang               | Genomineerd |